# Sober (chanson de Kelly Clarkson)
Pour les articles homonymes, voir Sober (homonymie).
Singles de Kelly Clarkson
Never Again
(2007) One Minute
(2007)
Pistes de My December
Hole Don't Waste Your Time
Sober est le second single issu de l'album My December de la chanteuse américaine Kelly Clarkson. 
La chanson a été coécrite par la chanteuse, aidée par Aben Eubanks, Jimmy Messer, et particulièrement Calamity McEntire, marié avec la star américaine Reba McEntire.
C'est le second single de Kelly Clarkson qui fut un échec au Billboard Hot 100 depuis The Trouble With Love Is.

## Production
La chanson a été inspirée par l'ami de Clarkson, Calamity McEntire, qui lui a dit de "cueillir toutes les mauvaises herbes mais de garder les fleurs" . Selon Kelly, le thème de la chanson est "une question de survie, savoir quoi faire quand quelque chose va mal". Elle déclara: "Ce n'est pas facile d'accéder à ce que l'on veut devenir". "Le sujet principal de cette chanson est; la tentation est là, mais je ne vais pas y céder". Kelly Clarkson avoua que la chanson était sa favorite parmi celle de My December.
"Musicalement, c'est presque hypnotique. Il suffit de s'y perdre, c'est tellement beau. Je ne suis pas alcoolique, il ne s'agit pas de ca, c'est une métaphore. Chaque personne a un hobbie auquel elle est accro, cependant elle pourrait bien s'en passer dans sa vie, donc cela pourrait parler de n'importe quelle addiction".
Aben Eubanks a produit la version initiale de la chanson, et déclara que la version finalement ressemblait à celle qu'il avait produite. Il existe en fait deux versions de la chanson, une que l'on retrouve sur l'album, et une adaptée aux stations de radios, il y a juste une différence de cinq lignes de paroles, et de musique.

## Sortie du single
Kelly Clarkson confirma que Sober sera le second single de My December sur sa page web. Le single a été envoyé aux stations de radios dès le 6 juin 2007. Cependant, la chanson n'eut pas le même succès que le précédent single, Never Again.
Néanmoins, une grande partie des fans de la chanteuse considèrent Sober comme l'une des meilleures chansons de Clarkson.
Les critiques ont d'ailleurs été pour la plupart positives, Chuck Taylor du Billboard déclara que "les performances live de Never Again étaient très décevantes", toutefois, il souligna le fait que le single Sober sauvait les capacités vocales en live de la chanteuse.
Slant Magazine classa la chanson 29e meilleure single de l'année, en notant également la controverse sur My December : "Nous avons le torturé, silencieux et beau Sober, qui sans la promotion d'un label - peut-être par esprit de vengeance contre la chanteuse - s'est fait très discret".
Aucun clip vidéo n'accompagna la sortie du single.
En février 2010, Sober s'est vendu à plus de 120 000 exemplaires aux États-Unis.

## Position dans les charts
| Chart (2007)                                        | Meilleure position |
| --------------------------------------------------- | ------------------ |
| États-Unis Billboard Bubbling Under Hot 100 Singles | 10                 |
| États-Unis Billboard Pop 100                        | 93                 |